# Бандаберг
Бандаберг (англ. Bundaberg) — місто в австралійському штаті Квінсленд, розташоване на східному узбережжі приблизно за 380 км на північ від Брисбена. Населення становить приблизно 47 тис. жителів.
Місто було засноване 1870 року.
Місто отримало розвиток як центр торгівлі цукровою тростиною і сьогодні здебільшого живе за рахунок виробництва цукру. Туризм також має велике значення. Місто називають «Воротами Великого Бар'єрного рифа», оскільки це ідеальна відправна точка для подорожі до південного рубіжу Великого Бар'єрного рифа.

## Клімат
Місто знаходиться у зоні, котра характеризується вологим субтропічним кліматом. Найтепліший місяць — січень із середньою температурою 25.6 °C (78 °F). Найхолодніший місяць — липень, із середньою температурою 15.6 °С (60 °F).
| Клімат Бандаберга       | Клімат Бандаберга | Клімат Бандаберга | Клімат Бандаберга | Клімат Бандаберга | Клімат Бандаберга | Клімат Бандаберга | Клімат Бандаберга | Клімат Бандаберга | Клімат Бандаберга | Клімат Бандаберга | Клімат Бандаберга | Клімат Бандаберга | Клімат Бандаберга |
| Показник                | Січ.              | Лют.              | Бер.              | Квіт.             | Трав.             | Черв.             | Лип.              | Серп.             | Вер.              | Жовт.             | Лист.             | Груд.             | Рік               |
| Абсолютний максимум, °C | 35                | 34                | 35                | 31                | 29                | 28                | 28                | 28                | 33                | 33                | 35                | 36                | 36                |
| Середній максимум, °C   | 29                | 29                | 28                | 27                | 23                | 22                | 21                | 22                | 25                | 26                | 27                | 28                | 26                |
| Середня температура, °C | 25                | 25                | 24                | 22                | 18                | 16                | 15                | 16                | 18                | 21                | 23                | 24                | 21                |
| Середній мінімум, °C    | 21                | 21                | 19                | 17                | 13                | 11                | 9                 | 10                | 12                | 16                | 18                | 20                | 15                |
| Абсолютний мінімум, °C  | 15                | 15                | 13                | 8                 | 3                 | 1                 | 0                 | 1                 | 5                 | 7                 | 10                | 11                | 0                 |
| Норма опадів, мм        | 210               | 130               | 110               | 40                | 50                | 50                | 30                | 20                | 30                | 60                | 60                | 130               | 990               |
| ----------------------- | ----------------- | ----------------- | ----------------- | ----------------- | ----------------- | ----------------- | ----------------- | ----------------- | ----------------- | ----------------- | ----------------- | ----------------- | ----------------- |
| Джерело: Weatherbase    |                   |                   |                   |                   |                   |                   |                   |                   |                   |                   |                   |                   |                   |